# Élections législatives de 1993 dans les Alpes-de-Haute-Provence
Ls élections législatives françaises de 1993 se déroulent les 21 et 28 mars 1993. Dans le département des Alpes-de-Haute-Provence, deux députés sont à élire dans le cadre de deux circonscriptions.

## Élus
| Circonscription | Député sortant  | Parti | Parti | Député élu ou réélu | Parti | Parti |
| --------------- | --------------- | ----- | ----- | ------------------- | ----- | ----- |
| 1re             | François Massot |       | PS    | Pierre Rinaldi      |       | RPR   |
| 2e              | André Bellon    |       | PS    | Pierre Delmar       |       | RPR   |

## Positionnement des partis
Les candidats d'alliance RPR-UDF et divers droite se présentent sous la bannière de l'Union pour la France et ceux du Parti socialiste derrière l'Alliance des Français pour le Progrès. Par ailleurs, Les Verts et Génération écologie s'unissent sous l'étiquette Entente des écologistes.

## Résultats

### Résultats à l'échelle du département
| Parti          | Parti                                 | Premier tour | Premier tour | Second tour | Second tour | Sièges |
| Parti          | Parti                                 | Voix         | %            | Voix        | %           | Sièges |
| -------------- | ------------------------------------- | ------------ | ------------ | ----------- | ----------- | ------ |
|                | Rassemblement pour la République      | 25 456       | 38,08        | 35 865      | 61,82       | 2      |
|                | Union pour la France                  | 25 456       | 38,08        | 35 865      | 61,82       | 2      |
|                |                                       |              |              |             |             |        |
|                | Parti socialiste                      | 10 855       | 16,24        | 15 162      | 26,13       | 0      |
|                | diss. Parti socialiste                | 3 780        | 5,65         |             |             | 0      |
|                | Alliance des Français pour le progrès | 14 635       | 21,89        | 15 162      | 26,13       | 0      |
|                |                                       |              |              |             |             |        |
|                | Les Verts                             | 3 950        | 5,91         |             |             | 0      |
|                | Génération écologie                   | 3 232        | 4,83         | 0           |             |        |
|                | Entente des écologistes               | 7 182        | 10,74        |             |             | 0      |
|                |                                       |              |              |             |             |        |
|                | Front national                        | 9 198        | 13,79        | 6 988       | 12,05       | 0      |
|                | Parti communiste français             | 8 499        | 12,71        |             |             | 0      |
|                | Le Trèfle - Les nouveaux écologistes  | 1 884        | 2,82         | 0           |             |        |
|                |                                       |              |              |             |             |        |
| Inscrits       | Inscrits                              | 102 043      | 100,00       | 101 179     | 100,00      | 2      |
| Abstentions    | Abstentions                           | 30 157       | 29,55        | 31 092      | 30,73       |        |
| Votants        | Votants                               | 71 886       | 70,45        | 70 087      | 69,27       |        |
| Blancs et nuls | Blancs et nuls                        | 5 032        | 7            | 12 072      | 17,22       |        |
| Exprimés       | Exprimés                              | 66 854       | 93           | 58 015      | 82,78       |        |

### Résultats par circonscription

#### Première circonscription (Dignes-les-Bains)
| Candidat       | Candidat                  | Parti          | Premier tour | Premier tour | Second tour | Second tour |  |
| Candidat       | Candidat                  | Parti          | Voix         | %            | Voix        | %           |  |
| -------------- | ------------------------- | -------------- | ------------ | ------------ | ----------- | ----------- |  |
|                | Pierre Rinaldi élu        | RPR (UPF)      | 12 319       | 37,96        | 17 570      | 53,68       |  |
|                | François Massot sortant   | PS (ADFP)      | 7 102        | 21,88        | 15 162      | 46,32       |  |
|                | Bernard Falque de Bezaure | FN             | 4 184        | 12,89        |             |             |  |
|                | Gérard Paul               | PCF            | 4 072        | 12,55        |             |             |  |
|                | Pierre-Alain Cambefort    | Les Verts (EÉ) | 3 950        | 12,17        |             |             |  |
|                | Marguerite Legrand        | LT-LNÉ         | 829          | 2,55         |             |             |  |
|                |                           |                |              |              |             |             |  |
| Inscrits       | Inscrits                  | Inscrits       | 50 669       | 100,00       | 49 781      | 100,00      |  |
| Abstentions    | Abstentions               | Abstentions    | 15 511       | 30,61        | 13 582      | 27,28       |  |
| Votants        | Votants                   | Votants        | 35 158       | 69,39        | 36 199      | 72,72       |  |
| Blancs et nuls | Blancs et nuls            | Blancs et nuls | 2 702        | 7,69         | 3 467       | 9,58        |  |
| Exprimés       | Exprimés                  | Exprimés       | 32 456       | 92,31        | 32 732      | 90,42       |  |

#### Deuxième circonscription (Manosque)
| Candidat       | Candidat             | Parti          | Premier tour | Premier tour | Second tour | Second tour |  |
| Candidat       | Candidat             | Parti          | Voix         | %            | Voix        | %           |  |
| -------------- | -------------------- | -------------- | ------------ | ------------ | ----------- | ----------- |  |
|                | Pierre Delmar élu    | RPR (UPF)      | 13 137       | 38,19        | 18 295      | 72,36       |  |
|                | Mireille d'Ornano    | FN             | 5 014        | 14,58        | 6 988       | 27,64       |  |
|                | Georges Alliaud      | PCF            | 4 427        | 12,87        |             |             |  |
|                | André Bellon sortant | diss. PS       | 3 780        | 10,99        |             |             |  |
|                | José Escanez         | PS (ADFP)      | 3 753        | 10,91        |             |             |  |
|                | Jean-Marie Collombon | GÉ (EÉ)        | 3 232        | 9,4          |             |             |  |
|                | Jacques Ourcet       | LT-LNÉ         | 1 055        | 3,07         |             |             |  |
|                |                      |                |              |              |             |             |  |
| Inscrits       | Inscrits             | Inscrits       | 51 374       | 100,00       | 51 398      | 100,00      |  |
| Abstentions    | Abstentions          | Abstentions    | 14 646       | 28,51        | 17 510      | 34,07       |  |
| Votants        | Votants              | Votants        | 36 728       | 71,49        | 33 888      | 65,93       |  |
| Blancs et nuls | Blancs et nuls       | Blancs et nuls | 2 330        | 6,34         | 8 605       | 25,39       |  |
| Exprimés       | Exprimés             | Exprimés       | 34 398       | 93,66        | 25 283      | 74,61       |  |